# Afrikaanse moerasschildpadden
Afrikaanse moerasschildpadden (Pelomedusa) zijn een geslacht van schildpadden uit de familie pelomedusa's (Pelomedusidae).

## Naam en indeling
Afrikaanse moerasschildpadden werden voor het eerst wetenschappelijk beschreven door Johann Georg Wagler in 1830. De groep wordt vertegenwoordigd door tien verschillende soorten, waarvan er zes pas in 2014 voor het eerst wetenschappelijk zijn beschreven. In veel literatuur wordt de groep als monotypisch omschreven, lange tijd was de Afrikaanse moerasschildpad (Pelomedusa subrufa) de enige soort.

## Uiterlijke kenmerken
De schildpadden bereiken een schildlengte van ongeveer 20 tot 30 centimeter. Het schild van de grootste soort, Pelomedusa galeata, kan tot 32,5 cm lang worden. Bij een aantal soorten worden mannetjes groter dan vrouwtjes, wat ongebruikelijk is bij schildpadden. Het rugschild is vrij plat en heeft een bruine tot olijfgroene kleur, de onderzijde is geel en heeft nooit een scharnierend deel zoals bij andere schildpadden voorkomt. De kop is relatief breed en heeft een grijze tot bruine kleur, net als de nek en de ledematen.

## Levenswijze
De schildpadden staan bekend als vrij agressief en laten bij verstoring een muskus-achtige, stinkende vloeistof lopen uit klieren aan de zijkanten van het rugschild. Als ze worden aangevallen laten ze de ontlasting en urine lopen en bijten van zich af. Binnen de Afrikaanse moerasschildpadden komen zowel omnivore, carnivore als herbivore soorten voor. Op het menu staat aas, ongewervelden, vissen, amfibieën en waterplanten. Soms worden vogels gegrepen en verdronken voordat ze worden opgegeten. Van een aantal soorten is bekend dat ze teken van de huid van grote waterzoogdieren eten.

## Verspreiding en habitat
De soorten komen voor in delen van Afrika en leven in de landen Angola, Botswana, Congo-Kinshasa, Malawi, Namibië, Zuid-Afrika, Tanzania, Madagaskar, Soedan, Eritrea, Kenia, Benin, Burkina Faso, Niger, Nigeria, Senegal, Centraal-Afrikaanse Republiek, Somalië, Ghana en Ivoorkust. De soort Pelomedusa barbata komt als enige voor op het Arabisch Schiereiland en endemisch in Jemen.
De schildpadden zijn waterminnend maar komen ook wel op het land, de habitat bestaat uit tijdelijke poelen, permanente wateren zoals moerassen en ook wel door de mens aangelegde vijvers. Sommige soorten mijden permanente wateren om krokodillen te vermijden.

## Beschermingsstatus
Door de internationale natuurbeschermingsorganisatie IUCN is alleen aan de soort Pelomedusa galeata een beschermingsstatus toegewezen. Deze soort wordt beschouwd als 'veilig' (Least Concern of LC).

## Soorten
Het geslacht omvat de volgende soorten, met de auteur en het verspreidingsgebied.
| Naam                                            | Auteur | Verspreidingsgebied                                                                          |
| ----------------------------------------------- | --- | -------------------------------------------------------------------------------------------- |
| Pelomedusa barbata                              | Petzold, Vargas-Ramírez, Kehlmaier, Vamberger, Branch, Du Preez, Hofmeyr, Meyer, Schleicher, Široký & Fritz, 2014 | Jemen                                                                                        |
| Pelomedusa galeata                              | Schoepff, 1792 | Zuid-Afrika                                                                                  |
| Pelomedusa gehafie                              | Rüppell, 1835 | Eritrea                                                                                      |
| Pelomedusa kobe                                 | Petzold, et al., 2014                                                                                             | Tanzania                                                                                     |
| Pelomedusa neumanni                             | Petzold, et al., 2014                                                                                             | Kenia, Tanzania                                                                              |
| Pelomedusa olivacea                             | Schweigger, 1812                                                                                                  | Benin, Burkina Faso, Niger, Nigeria, Senegal                                                 |
| Pelomedusa schweinfurthi                        | Petzold, et al., 2014                                                                                             | Soedan, Centraal-Afrikaanse Republiek                                                        |
| Pelomedusa somalica                             | Petzold, et al., 2014                                                                                             | Somalië                                                                                      |
| Afrikaanse moerasschildpad (Pelomedusa subrufa) | Lacépède, 1788 | Angola, Botswana, Congo-Kinshasa, Malawi, Namibië, Zuid-Afrika, Tanzania, Madagaskar, Soedan |
| Pelomedusa variabilis                           | Petzold, et al., 2014                                                                                             | Ghana, Ivoorkust                                                                             |